# Bernd Florath
Bernd Florath (* 19. November 1954 in Berlin) ist ein deutscher Historiker.
Florath legte 1973 das Abitur ab und leistete dann Militärdienst in der NVA. Vom anschließenden Studium der Geschichte in Ost-Berlin wurde er wegen Protestes gegen die Ausbürgerung Biermanns 1976 exmatrikuliert und musste zur Bewährung „in die Produktion“. Darauf studierte er von 1978 bis 1981 erneut Geschichte an der Humboldt-Universität zu Berlin und war von 1981 bis 1991 wissenschaftlicher Mitarbeiter an der Akademie der Wissenschaften der DDR. Die Promotion erfolgte 1987 mit einer Dissertation über Karl August Wittfogel. Er arbeitete von 1992 bis 1996 als wissenschaftlicher Mitarbeiter an der Humboldt-Universität zu Berlin, von 1997 bis 2002 als wissenschaftlicher Mitarbeiter an der Gedenkstätte Deutscher Widerstand, von 2005 bis 2007 als wissenschaftlicher Mitarbeiter der Robert-Havemann-Gesellschaft und seit 2007 als wissenschaftlicher Mitarbeiter bzw. Projektleiter in der Abteilung Bildung und Forschung der Stasi-Unterlagen-Behörde. Er war ab 1990 im Unabhängigen Historikerverband tätig. An vielen Ausstellungen wirkte er als Gestalter mit.
Bernd Florath ist Herausgeber der Halbjahresschrift für Geschichte und Zeitgeschehen in Zentral- und Südosteuropa.

## Publikationen (Auswahl)
- Die DDR im Blick der Stasi 1968. Die geheimen Berichte an die SED-Führung. Göttingen 2018, ISBN 978-3-525-37079-7.
- Die DDR im Blick der Stasi 1964. Die geheimen Berichte an die SED-Führung. Göttingen 2017, ISBN 978-3-525-37508-2.
- (Hrsg.): Annäherungen an Robert Havemann (= Analysen und Dokumente, Wissenschaftliche Reihe des BStU, Bd. 43). Göttingen 2016.
- Die DDR im Blick der Stasi 1965. Die geheimen Berichte an die SED-Führung. Göttingen 2014, ISBN 978-3-525-37504-4.
- (Hrsg.): Das Revolutionsjahr 1989. Die demokratische Revolution in Osteuropa als transnationale Zäsur. Göttingen 2011, ISBN 978-3-525-35045-4.
- mit Werner Theuer: Robert Havemann. Biographie. Chronik. Dokumente. Berlin 2007.
- Opposition und Widerstand. Eine historische Betrachtung politischer Gegnerschaft in Deutschland seit 1945. Berlin 2006 (= hefte zur ddr-geschichte, H. 100).
- mit Silvia Müller: Die Entlassung. Robert Havemann und die Akademie der Wissenschaften 1965/66. Berlin 1996 (= Schriftenreihe des Robert-Havemann-Archivs, Bd. 1).
- Hrsg. mit Armin Mitter und Stefan Wolle: Die Ohnmacht der Allmächtigen. Geheimdienste und Polizei in der modernen Gesellschaft. Berlin 1992.
- Die Entwicklung der Auffassungen Karl August Wittfogels über die Geschichte der asiatischen Welt. Ein Beitrag zur Auseinandersetzung mit einer reaktionären Gesellschafts- und Geschichtstheorie. Berlin 1987 (zugleich: Dissertation).